# Младост уметника
„Младост уметника” је југословенски кратки ТВ филм из 1987. године који је режирао Петар Недељковић.

## Улоге
| Глумац            | Улога        |
| ----------------- | ------------ |
| Небојша Бакочевић |              |
| Соња Јоцић        |              |
| Петар Краљ        |              |
| Данило Лазовић    | Јосиф Панчић |
| Ирфан Менсур      |              |
| Душан Тадић       |              |
| Јосиф Татић       |              |
| Дина Вранешевић   |              |
| Велимир Животић   |              |